# Wingfield Motor
Die Wingfield Motor Co. war ein britischer Automobilhersteller, der 1914–1920 in Norbury bei London ansässig war.
An der Schwelle zum Ersten Weltkrieg produzierte die Firma etliche Mittel- und Oberklasse-Fahrzeuge in konventioneller Bauweise. Sie waren mit Vier- oder Sechszylindermotoren ausgestattet. 1915 musste die Fertigung kriegsbedingt eingestellt werden.
1920 wurde letztmals ein mittelgroßes Sechszylindermodell angeboten. Ob ein Exemplar verkauft wurde, ist nicht bekannt. Das Unternehmen schloss im selben Jahr seine Tore.

## Modelle
| Modell  | Bauzeitraum | Zylinder | Hubraum  | Radstand |
| ------- | ----------- | -------- | -------- | -------- |
| 10,4 hp | 1914–1915   | 4 Reihe  | 1394 cm³ | 2591 mm  |
| 11,9 hp | 1914–1915   | 4 Reihe  | 1795 cm³ | 2743 mm  |
| 15,9 hp | 1914–1915   | 4 Reihe  | 2610 cm³ | 2896 mm  |
| 16,9 hp | 1914–1915   | 4 Reihe  | 2694 cm³ | 2743 mm  |
| 23,8 hp | 1914–1915   | 6 Reihe  | 3920 cm³ |          |
| 25,6 hp | 1914–1915   | 4 Reihe  | 4968 cm³ | 3353 mm  |
| 38,4 hp | 1914–1915   | 6 Reihe  | 7452 cm³ | 3658 mm  |
| 23,8 hp | 1920        | 6 Reihe  | 3920 cm³ | 3353 mm  |

## Quelle
- David Culshaw & Peter Horrobin: The Complete Catalogue of British Cars 1895–1975. Veloce Publishing plc. Dorchester (1999). ISBN 1-874105-93-6